# Margin Walker
Margin Walker è il secondo EP del gruppo Fugazi, pubblicato nel 1989 per la Dischord Records.
L'album fu in origine pubblicato solo su vinile; nel 1990 fu stampato su CD assieme all'EP d'esordio Fugazi, in una raccolta chiamata 13 Songs.

## Tracce (Dischord 35)[1]

### Lato A
1. Margin Walker - 2:30
2. And The Same - 3:27
3. Burning Too - 2:42

### Lato B
1. Provisional - 2:18
2. Lockdown - 2:11
3. Promises - 4:02